# آرائی (رود)
آرائی (به ارمنی: Արայի) رودی است در کشور ارمنستان که در استان آراگاتسوتن و استان کوتایک جریان دارد به هرازدان (رود) می‌ریزد. طول آن ۱۷ کیلومتر (۱۱ مایل) و مساحت حوضه آبخیز (دبی) آن ۶۴ کیلومتر مربع می‌باشد.